# Odry
 Ikke at forveksle med Odry (Polen).
Odry (tjekkisk udtale: [ˈodrɪ]; tysk: Odrau) er en by i distriktet Nový Jičín i regionen Mähren-Schlesien i Tjekkiet med omkring 7.400 indbyggere. Den historiske bymidte er velbevaret og er beskyttet ved lov som en kulturmonument.
Navnet Odry er afledt af floden Oder.

## Inddeling
Landsbyerne Dobešov, Kamenka, Klokočůvek, Loučky, Pohoř, Tošovice, Veselí og Vítovka er administrative dele af Odry. Kamenka og Klokočůvek udgør en eksklave af kommunens område.

## Geografi
Odry ligger omkring 14. km nordvest for Nový Jičín og 32 km sydvest for Ostrava floddalen til Oder. Det højeste punkt er bakken Suchá på 578 m over havets overflade. Der ligger nogle dambrug i den sydlige del af kommunens område.

## Historie
En forgænger for Odry var en bosættelse kendt som Vyhnanov. Den første skriftlige omtale af Vyhnanov er fra 1234. I anden halvdel af det 13. århundrede blev en ny befæstet by etableret på stedet for Vyhnanov. I det 14. århundrede blev Odry et lokalt økonomisk centrum. Under hussitterkrigene tjente Odry som en militærbase for hussitterne. I 1481 blev byen en del af hertugdømmet Troppau og Schlesien.
I det 18. århundrede blev der udvundet bly og sølv i Odry og omegn. I 1774 blev der etableret en uldvarefabrik her, og i midten af 1800-tallet udviklede draperiindustrien sig. I 1866 begyndte den første gummifabrik i landet at operere her.